# Hoplocarida
Hoplocarida є підкласом ракоподібних.
Складається з єдиного сучасного ряду Ротоногі (Stomatopoda) що включає раки-богомоли, а два інших ряди існували в палеозойській ері : Aeschronectida і Palaeostomatopoda.

## Розмноження
Представники підкласу є двостатевими.